# Aftonbladet
Aftonbladet (рус. «А̀фтонбла́дет»; со швед. — «Вечерняя газета») — шведская газета-таблоид. Крупнейшая ежедневная газета в Скандинавии и одна из крупнейших газет в странах Северной Европы.
Редакция «Афтонбладет» располагается в Стокгольме, а сама газета издаётся в формате таблоида.

## История
Газета основана «отцом шведской свободной прессы» Ларсом Юханом Йертой в 1830 году во время модернизации Швеции под названием Aftonbladet i Stockholm. Газета часто выпускала новости и критиковала шведского короля Карла XIV Юхана, за что тот приказал перестать её печатать, а затем и вовсе запретил издавать. В ответ начала издаваться новая газета Det andra Aftonbladet («Вторая Афтонбладет»), которая также была запрещена. Газета продолжала выходить снова и снова под другими названиями, число которых достигло 26, пока, наконец, не была вновь разрешена королём. В 1852 году установилось нынешнее название газеты — Aftonbladet. Издание обозначило себя как «независимая социал-демократическая газета».
За время своего существования «Афтонбладет» неоднократно меняла свою политическую направленность. Будучи изначально либеральной, газета под влиянием Гаральда Солмана, бывшего главным редактором в 1890—1921 годы, приняла сторону консерваторов. Во время Первой мировой войны медиахолдинг по тайной договорённости был продан немецкому правительству.
В 1929 году газета перешла в собственность Ивара Крюгера, когда большая часть акций была выкуплена его компанией Swedish Match. Газета была определена как нейтральное издание. Однако уже в 1932 году издание поддержало новое социал-демократическое правительство Пера Альбина Ханссона. А затем газета снова начала поддерживать Либеральную партию и выступать в качестве защитника либеральных политиков. Во время Второй мировой войны из-за сильного прогерманского настроя редакции издание поддерживало нацистскую Германию.

Закат эры Крюгера произошёл 8 октября 1956 года. Несмотря на заинтересованность в сотрудничестве со стороны Либеральной партии и Партии Центра, Торстен Крюгер продал «Афтонбладет» и Stockholms-Tidningen Конфедерации профессиональных союзов Швеции. Смена собственника немного снизила тираж. В 1960-е газета начала быстро наращивать тираж, достигнув максимума в 507 000 экземпляров.
В начале 1990-х годов газета стала испытывать финансовые трудности, что поставило под вопрос целесообразность владения изданием Конфедерации профессиональных союзов Швеции. 2 мая 1996 года норвежская медиагруппа Schibsted приобрела 49,9 % акций издания, а Конфедерация профсоюзов сохранила оставшиеся 50,1 % акций. В том же году газете удалось опередить по тиражу своего главного соперника — Expressen.
В 1998 году тираж газеты составил 397 000 копий в будние дни и 502 000 копий по воскресеньям.
В 2001 году тираж газеты составлял 402 000 экземпляров.
В 2004 году с тиражом 422 000 экземпляров газета стала самым продаваемым печатным изданием в Швеции и других государствах Северной Европы.
В 2005 году «Афтонбладет» совместно с Svenska Dagbladet запустила веб-сайт деловых новостей. В том же году тираж издания составил 429 000 копий в будние дни.
В 2006 году у газеты было 1 425 000 ежедневных читателей (исследование Orvesto 2005:2), что примерно равняется 15 % населения Швеции.
15 июня 2009 года Schibsted выкупила оставшийся 41 % акций и стала бенефициаром, получив контроль над 91 % акций. Тем не менее Конфедерация профсоюзов сохранила за собой право назначать политического редактора газеты.
В 2010 году тираж издания составил 310 900 копий, а в 2014 году — 154 900 экземпляров.

## Публикации в Интернете
«Афтонбладет» начала издаваться в Интернете достаточно рано. Впервые статья была опубликована во всемирной паутине 25 августа 1994 года и основной новостной сервис является бесплатным. По мере развития сайт aftonbladet.se периодически оценивался как один из пяти наиболее посещаемых шведских сайтов в различных исследованиях. Также Aftonbladet.se по мнению самого сайта является самым посещаемым новостным сайтом Европы.

## Критика
Качество журналистики в «Афтонбладет» несколько раз ставилось под сомнение. В конце 2006 года собственный корреспондент газеты Петер Кадхаммар подверг газету критике за то, что она уделяла любовным утехам звезды шведских таблойдов Линды Руслинг столько же внимания, сколько и войне в Ираке.
Шведский режиссёр Ингмар Бергман говорил, что «Афтонбладет» была главным медиа-средством, которая усиливала эхо его подозрительных финансовых проблем, что в итоге заставило Бергмана добровольно уехать в ссылку в Мюнхен в 1970-х. В своих мемуарах «Laterna Magica» Бергман назвал «Aftonbladet» «мусорной жёлтой газетёнкой», которая умышленно загубила его репутацию.

### Скандал из-за статьи «Они крадут органы наших детей»
Многие газеты в Швеции, особенно Aftonbladet, имеют критическое отношение к Израилю. Тем не менее, некоторые комментаторы утверждают, что Aftonbladet в этой критике слишком часто содержит сведения, которые имеют антисемитский смысл. Бывший вице-премьер Швеции и создатель Шведского комитета по борьбе с антисемитизмом Пер Ахльмарк в 2004 году писал в своей книге «Это демократия, придурок!» (швед. Det är demokratin, dumbom!): «Aftonbladet, разумеется, худшая из крупных газет, когда дело доходит до игры в антисемитские строчки, а затем отповедь о непричастности к этому».
Наиболее острой критике издание подверглось в 2009 году после выхода статьи журналиста Дональда Бустрема «Они крадут органы наших детей» (англ. Our sons are plundered of their organs), в которой утверждалось, что в 1992 году Армия обороны Израиля извлекала донорские органы у пленных палестинцев. Бустрем приводит случай, который якобы произошёл в 1992 году, когда, по его словам, израильские военные расстреляли бросавшего в них камни палестинца Биляля Ахмеда Ганема, а затем погрузили его тело в вертолёт и увезли в неизвестном направлении. Спустя пять дней труп, как утверждал Бустрем, с разрезанной грудной клеткой был передан родителям. Также Бустрем утверждал, что подобный же случай произошёл в январе во время проведения в секторе Газа операции «Литой свинец». Кроме того, он указывал на проводившееся в США громкое расследование, когда в конце июля была поймана преступная группа, занимавшаяся незаконной торговлей человеческими органами, членами которой являлись несколько раввинов.
В Израиле публикация газеты вызвала жёсткую критику. Так, Министерство иностранных дел Израиля заявило, что считает подобные клеветнические утверждения порочащими СМИ Швеции. Посольство Израиля в Стокгольме вручило ноту властям Швеции и официальное письмо с протестом редакции Aftonbladet. В свою очередь посольство Швеции в Тель-Авиве выразило своё возмущение статьей Бустрема, а посол Элизабет Борсин Боньер отметила, что шведы потрясены публикацией в той же мере, как и граждане Израиля, а посольство считает своим долгом отмежеваться от подобных инсинуаций. Однако Министерство иностранных дел Швеции заявило, что посол в Израиле высказала свою личную точку зрения, которая не совпадает с мнением внешнеполитического ведомства, а премьер-министр Швеции Фредрик Рейнфельдт поддержал заявление, высказав мнение о том, что свобода слова является основополагающей ценностью в шведском обществе, а значит, правительство не считает правильным осуждать статью Бустрема. Это вызвало протест у министра иностранных дел Израиля Авигдор Либермана посчитавшего такие заявления проявлением высокого уровня антисемитизма существующего в шведском обществе: «В Швеции, к сожалению, всё ещё живы антисемитские мифы, подобные „делу Бейлиса“ и „Протоколам сионских мудрецов“». 23 августа 2009 года премьер-министр Израиля Биньямин Нетаньяху, ранее сказавший, что «заявления шведской прессы возмутительны, нам не нужны извинения, мы ждём осуждения», сделал попытку разрешить возникшее противоречие, обратившись к министру иностранных дел Швеции Карлу Бильдту с просьбой выступить с официальным осуждением поступка шведского журналиста. В свою очередь Бильдт ответил, что «за распространяемые сообщения должны отвечать журналисты, а не правительство», посчитал обвинения в антисемитизме по меньшей мере оскорбительными («Осуждение антисемитизма — единственное, в чём шведский парламент всегда был един») и выразил надежду, что это происшествие не станет причиной ухудшения отношений между Швецией и Израилем. Однако конфликт получил продолжение, поскольку было выяснено, что основой для статьи Бустрема послужила его книга «Иншалла», написанная им в 2001 году при финансовой поддержке Министерства иностранных дел Швеции. Несмотря на попытки руководства Aftonbladet заявить, что у издания нет «стопроцентных доказательств» правдивости изложенного в публикации, это не помогло разрешить конфликт. В качестве ответного действия руководство Израиля приняло решение отказать в аккредитации двум журналистам Aftonbladet, а также поставило на рассмотрение вопрос о лишении аккредитации других представителей СМИ Швеции. Министр финансов Израиля Юваль Штайниц в свою очередь заявил, что произошедшее похолодание в отношениях между двумя государствами можно будет преодолеть лишь после того, как руководство Швеции официально осудит «этот кровавый навет в стиле средневекового антисемитизма», а также добавил, что осуждение подобных клеветнических измышлений ничуть не нарушит свободу слова.
Джонатан Леман и Шарлотт Виберг из Шведского комитета по борьбе с антисемитизмом отметили, что становится ясным, что Aftonbladet продолжает оставаться антисемитской, частная точка зрения оказалась в давнем и запутанном клубке содержания публикаций, который находятся на грани откровенного антисемитизма, как это имеет место у других шведских газет.